# Wahrig

Le Wahrig est un dictionnaire de la langue allemande initialement publié en 1966 par Gerhard Wahrig sous le titre Deutsches Wörterbuch (dictionnaire allemand). Il constitue la première tentative de dictionnaire de définitions pour la langue allemande (les dictionnaires précédents, par exemple le célèbre Duden publié pour la première fois en 1880, étaient alors des dictionnaires orthographiques). Le Wahrig est aujourd'hui un des dictionnaires de référence de la langue allemande et le principal concurrent du Duden. En plus du dictionnaire de définitions dont la 9e édition date de 2011, les ouvrages suivants sont également disponibles :
- Dictionnaire orthographique (Die deutsche Rechtschreibung)
- Lexique de mots étrangers (Fremdwörterlexikon)
- Dictionnaire de synonymes (Synonymwörterbuch)
- Grammaire de la langue allemande (Grammatik der deutschen Sprache)
- L'allemand correct et sans fautes (Fehlerfreies und gutes Deutsch)
- Dictionnaire étymologique (Herkunftswörterbuch)
- Le petit Wahrig, dictionnaire de la langue allemande (Der kleine Wahrig, Wörterbuch der deutschen Sprache)